# Partito Ampio di Sinistra Socialista

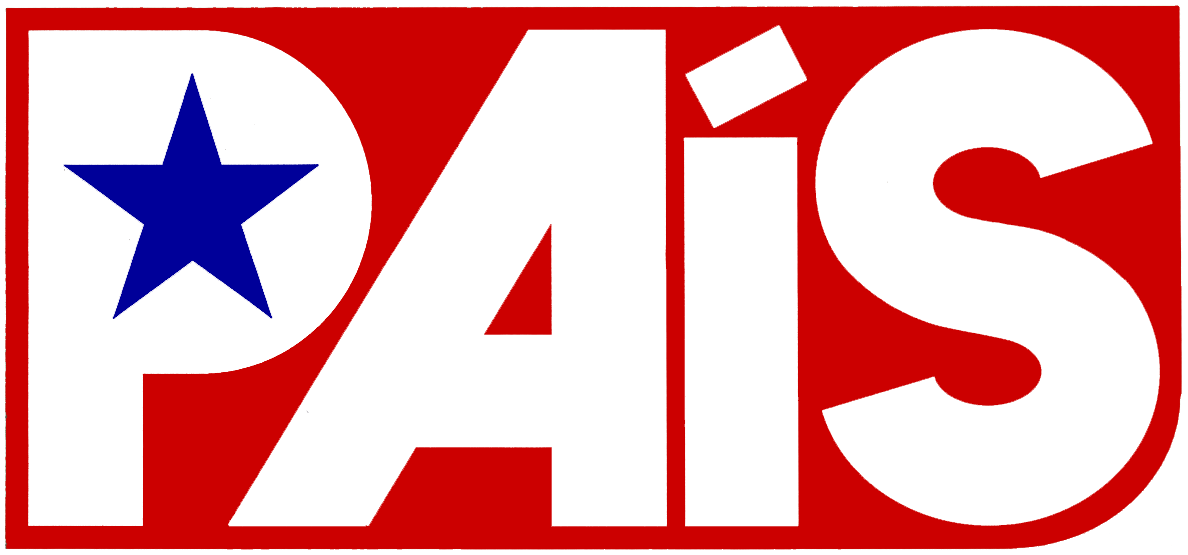
Logo PAIS

Il Partito Ampio di Sinistra Socialista (in spagnolo: Partido Amplio de Izquierda Socialista - PAIS) è stato un partito politico di orientamento socialista e marxista fondato in Cile nel 1988, allo scopo di riunire i candidati di sinistra in vista delle elezioni generali del 1989.
Al partito aderirono i candidati appartenenti a quattro distinte formazioni politiche:
- Partito Socialista del Cile;
- Partito Comunista del Cile;
- Sinistra Cristiana del Cile;
- Movimento di Azione Popolare Unitaria.

Alle elezioni parlamentari del 1989 il partito ottenne il 4,4% dei voti e due seggi.
Il partito si dissolse nel 1990 e i suoi parlamentari aderirono al Partito Socialista.
| Controllo di autorità | VIAF (EN) 154042283 · LCCN (EN) nr91002075 |